# Farmington
Farmington — метеорит-хондрит масою 87000 грам.